# Einar Tveito
Einar Tveito, född 14 april 1890 i Lårdal, död 1958, var en norsk skådespelare.
Tveito filmdebuterade 1920 i Tattar-Anna och medverkade i 13 filmer 1920–1944. År 1934 var han produktionsledare för filmen Sangen om Rondane. År 1940 skrev han manus till filmen Godvakker-Maren.

## Filmografi

### Skådespelare
- 1920 – Tattar-Anna ... Jon Sandbakken
- 1926 – Glomdalsbruden .... Gjermund Haugsett
- 1927 – Trollälgen .... Gunnar Sløvika, hästhandlare
- 1928 – Viddernas folk .... Lapp-Nils
- 1933 – Jeppe på bjerget .... Jesper
- 1934 – Sangen om Rondane .... en hästhandlare
- 1936 – Norge for folket .... Berg, handelsman
- 1936 – Vi vil oss et land...  .... Per Lium
- 1937 – Tattarbruden .... Josefas farbror
- 1939 – Gjest Baardsen – en norsk Lasse-Maja .... Mathias Strandvik
- 1940 – Godvakker-Maren .... prästen
- 1943 – Unge viljer... Bjørn Storhaug, en bonde
- 1944 – Villmarkens lov .... Jo Waldor, rentjuv

### Manusförfattare
- 1940 – Godvakker-Maren

### Produktionsledare
- 1934 – Sangen om Rondane